# Литвин Василиса Іванівна
Василиса Іванівна Литвин (? — ?) — українська радянська діячка, головний агроном Браїлівської МТС Жмеринського району Вінницької області. Депутат Верховної Ради СРСР 4-го скликання.

## Життєпис
Народилася в селянській родині.
З середини 1940-х років — головний агроном Браїлівської машинно-тракторної станції (МТС) Жмеринського району Вінницької області.

## Нагороди
- ордени
- медалі